# Iotostormsvala
Iotostormsvala (Hydrobates matsudairae) är en fåtalig fågel i familjen stormsvalor inom ordningen stormfåglar. Den häckar på några enstaka öar i Japan och lever sedan pelagiskt i Stilla havet och Indiska oceanen. Med tanke på det begränsade häckningsområdet listas arten som utrotningshotad av IUCN, i kategorin sårbar. 

## Utseende och läte
Iotostormsvalan är en rätt stor stormsvala med en kroppslängd på 24 centimeter och en vingbredd på 56, jämnstor med jättestormsvalan men smäckrare. I fjäderdräkten är den helmörk med djupt kluven stjärt. Även på håll syns tydliga vita handpennebaser på vingarna.
Lätet är okänt.

## Utbredning och systematik
Fågeln häckar i Vulkanöarna i Japan, med säkerhet endast på ön Minami Ioto, möjligen tidigare på Kita Ioto. Den har också observerats kring Ogasawaraöarna och kan möjligen häcka även där, men det är inte bekräftat. Utanför häckningstid lever den pelagiskt i Stilla havet runt Japan, i Oceanien och vidare i Indiska oceanen så långt västerut som till Afrika. Vid ett tillfälle har den påträffats i Oman: 19 augusti 2003.

## Släktestillhörighet
Tidigare placerades arten i släktet Oceanodroma. DNA-studier visar dock att stormsvalan (Hydrobates pelagicus) är inbäddad i det släktet. Numera inkluderas därför arterna Oceanodroma i Hydrobates, som har prioritet.

## Ekologi
Arten häckar i kolonier i bohålor på höglänt mark. Häckningen inleds troligen i januari och de flesta ungar är flygga i juni. Utanför häckningstid lever den pelagiskt långt från kusten.

## Status och hot
Med tanke på att arten häckar på endast en eller två öar kategoriserar internationella naturvårdsunionen IUCN arten som sårbar (VU). Den beskrivs dock som inte särskilt sällsynt i Indiska ocean. Världspopulationen uppskattas till minst 20 000 individer.

## Taxonomi och namn
Iotostormsvala beskrevs taxonomiskt av Nagamichi Kuroda 1922. Fågeln är uppkallad efter den japanska ornitologen Yorikatsu Viscount Matsudaira (1876-1945). Tidigare kallades den matsudairastormsvala även på svenska, men tilldelades 2023 ett mer informativt namn av BirdLife Sveriges taxonomikommitté.